# Ottavio Tiby
Ottavio Tiby (Palermo, 19 mei 1891 – aldaar, 4 december 1955) was een muziekhistoricus en, later in zijn carrière, etnomusicoloog. Hij leefde in het koninkrijk Italië, vanaf 1946 republiek Italië.

## Levensloop
Tiby behaalde in 1921 het diploma componeren aan het conservatorium van Palermo, Sicilië. Nadien bestudeerde hij uitgebreid de componisten in de Klassieke Oudheid, het Byzantijnse Rijk, het middeleeuwse Sicilië, alsook Siciliaanse polyfonisten in de 16e en 17e eeuw. Hij publiceerde hierover. Na de machtsovername door de fascisten eigende het ministerie van Pers en Propaganda zich de programmatie van de opera’s toe. Tiby stelde nochtans vast dat veraf gelegen gebieden ontsnapten aan een programmatie door fascisten.
Tijdens de Tweede Wereldoorlog onderwees hij in Rome, aan het conservatorium Santa Cecilia, de lessen akoestiek en organologie (1940-1944).
Na de oorlog gaf Tiby lezingen op internationale congressen over muziekgeschiedenis. Tiby richtte tevens zijn aandacht op de volksmuziek in Sicilië. Dit leidde ertoe dat in 1955, het jaar waarin hij overleed, het Centro Nazionale Studi Musico Popolare in Rome een studieproject lanceerde om specifiek Siciliaanse folk te onderzoeken. Hierbij baseerde het nationaal centrum zich op het etnomusicologisch werk van Tiby. 